# NGC 985
NGC 985 es una galaxia anular en la constelación de Cetus. Se encuentra a unos 550 millones de años luz de la Tierra, lo que significa, dadas sus dimensiones aparentes, que NGC 985 tiene aproximadamente 160.000 años luz de diámetro. Fue descubierta por Francis Leavenworth en 1886. Es una galaxia Seyfert de tipo 1.
NGC 985 se caracteriza por su forma de anillo. Se cree que se formó como resultado de una fusión de galaxias. Otra evidencia que respalda esta teoría es la observación de un segundo núcleo en NGC 985; cuando se observó con luz infrarroja, se lo encontró a 3,8 segundos de arco al noroeste del núcleo activo. Es mucho más roja que el resto de la galaxia, lo que indica la presencia de estrellas viejas. Se ha sugerido que la colisión entre una galaxia de disco con otra galaxia causó la formación del anillo y desplazó el núcleo de la galaxia, creando un anillo vacío. Basándose en la cinemática de la galaxia, el núcleo secundario pertenecía a la galaxia intrusa, mientras que el núcleo activo está asociado con el componente estelar principal.
Como es común en restos de fusión, NGC 985 ha aumentado la tasa de formación de estrellas y, como resultado, brilla en el infrarrojo. La luminosidad infrarroja total de NGC 985 es 1,8 × 1011 L☉ y se caracteriza como una galaxia infrarroja luminosa. La masa de gas molecular total de la galaxia se estima en 2 × 1010 M☉. Existen nubes moleculares muy grandes cerca de los núcleos. Es posible que sean nubes que se reúnen alrededor del núcleo en el proceso de formar un disco alrededor de los dos núcleos o nubes moleculares interrumpidas por un flujo de salida desde el núcleo de la galaxia.
La NGC 985 es una fuente potente de rayos X, detectada por ROSAT. Es una fuente de rayos X compleja, cuyo espectro no puede explicarse por una simple ley de potencia a 0,6 keV y sugiere la presencia de un absorbente cálido. La emisión de rayos X duros, por otro lado, se caracteriza por una ley de potencia simple. El flujo de rayos X, especialmente de rayos X suaves, disminuyó en NGC 985 en 2013. La variabilidad de los rayos X y la emisión ultravioleta del núcleo se observó utilizando el XMM-Newton y el telescopio espacial Hubble, respectivamente. Estas observaciones revelaron la presencia de viento cósmico que fluye de un disco de acrecimiento formado alrededor de un agujero negro supermasivo que obstruyó el núcleo en rayos X suaves y UV. Más allá de esto, el núcleo se ve sin obstrucciones.